# Josh Barrett
Josh Barrett, es un personaje ficticio de la serie de televisión australiana Home and Away interpretado por el actor Jackson Gallagher del 27 de agosto del 2013 hasta el 5 de julio del 2016.

## Biografía
Josh aparece por primera vez en la bahía en agosto del 2013 junto a su hermano Andy Barrett cuando ambos asisten a una fiesta en la playa donde se celebraba la boda de Heath Braxton y Bianca Scott. Poco después de llegar a la fiesta Josh comienza a coquetear con Maddy Osborne y terminan teniendo relaciones, cuando Casey Braxton llega para llevarse a Maddy a su casa, Andy y Josh terminan peleando con él. 
Más tarde esa noche mientras Casey llevaba a Maddy a su casa Andy los sigue en su coche y aunque Josh intenta detenerlo Andy choca el coche de Casey lo que ocasiona un accidente, Casey queda inconsciente pero Maddy logra salir y buscar ayuda. Poco después se descubre que Andy había ido Summer Bay para vengarse de los hermanos Braxton ya que creía que su padre Danny Braxton era el responsable de la desaparición de su padre Johnny Barrett y había arrastrado a Josh quien no quería vengarse.
A pesar de que sus amigos no están de acuerdo y se preocupan Maddy comienza una relación con Josh, luego Josh comienza a estudiar en Summer Bay High. Cuando Darryl Braxton revela ser el responsable de la muerte de Johnny, Andy y su madre Debbie Barret planean matarlo cuando lo ven saliendo de la corte, sin embargo el plan no sale bien y Debbie termina disparándole accidentalmente a Josh, quien es llevado al hospital donde se recupera y su madre es arrestada.
Más tarde se revela que el día en que Johnny había muerto, él y Danny habían realizado un robo a mano armada pero las cosas no habían salido bien y Danny había sido arrestado,poco después ese mismo día Johnny va a casa de los Braxton, exige el dinero del robo y termina golpeando a Casey Braxton por lo que Brax le dice que se reunirá con él, cuando se encuentran Brax le dice que le dará la mitad del dinero pero Johnny no acepta y le dice que quiere todo el dinero, cuando Brax lo empuja Johnny se cae y se golpea la cabeza lo que le causa la muerte, sin embargo más tarde en marzo del 2014 se revela que en realidad Johnny seguía vivo después de haberse golpeado la cabeza y que el verdadero responsable de la muerte de Johnny había sido Adam Sharpe quien al encontrarlo vivo lo mató.
En mayo del mismo año cuando Josh se entera de que Casey era su hermano después de escuchar a Andy chantajeando a Brax, intenta crear una relación con él pero Andy no lo deja.
El 5 de mayo del 2016 se reveló que Josh había sido el responsable del asesinato de Charlotte King, cuando la oficial Kate Chapman lo confronta, él le revela que lo hizo por dos razones: la primera porque Charlotte había asesinado a Denny Miller, la media hermana de su novia Evelyn MacGuire y la segunda porque Charlotte lo estaba amenazando con entregar a su hermano Andy, luego de descubrir que él había sido responsable de la muerte de Jake Pirovic. Durante la confrontación entre Charlotte y Josh, ella le apunta con un arma, pero mientras luchan por ella, la pistola se dispara y Charlotte muere.
En junio del mismo año después de descubrir que Andy había revelado que él había sido el responsable (sin saber que lo había hecho para proteger a su hermano Josh), furioso y buscando vengarse por la muerte de su madre, lo apuñala.
El 5 de julio del 2016 Josh deja la bahía cuando decide darse a la fuga junto a su hermano Andy, minutos después de ser sentenciado a pasar 22 años en la cárcel por el asesinato de Charlotte King.
Unos meses después, el 24 de mayo del 2016 Josh y Andy fueron descubiertos por la policía y arrestados.